# Słodków Pierwszy
Słodków Pierwszy – wieś w Polsce położona w województwie lubelskim, w powiecie kraśnickim, w gminie Kraśnik.
W latach 1975–1998 miejscowość administracyjnie należała do ówczesnego województwa lubelskiego.
Wieś stanowi sołectwo gminy Kraśnik. Według Narodowego Spisu Powszechnego (III 2011 r.) wieś liczyła 795 mieszkańców. 
Jest drugą pod względem liczby ludności wsią gminy Kraśnik.
Wierni Kościoła rzymskokatolickiego należą do parafii Wniebowzięcia Najświętszej Maryi Panny w Kraśniku lub do parafii Trójcy Przenajświętszej i Matki Bożej Częstochowskiej w Stróży-Kolonii.